# Mission interalliée en Pologne

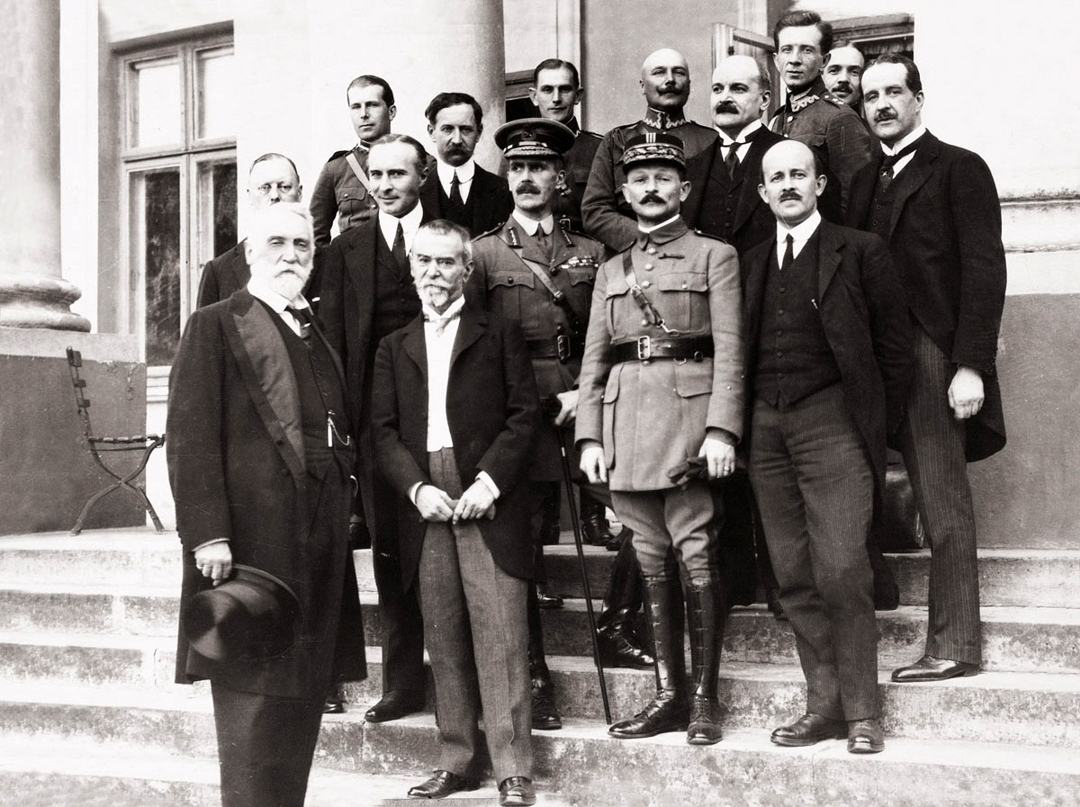
Membre de la mission interalliée en Pologne (1920). Première rangée à partir de la gauche : Edgar Vincent D’Abernon, Jean Jules Jusserand, Maxime Weygand, Maurice Hankey

La mission interalliée en Pologne a été une mission diplomatique lancée par David Lloyd George le 21 juillet 1920, en réponse à la guerre soviéto-polonaise, quelques semaines avant la bataille décisive de Varsovie. Le but de cette mission était d'envoyer un certain nombre de personnages de haut niveau de la Grande-Bretagne et la France en Pologne afin d'influencer la politique polonaise, éventuellement par le biais d'un changement de gouvernement.
Les membres de la mission comprenaient des diplomates français placés sous la direction de Jean Jules Jusserand,  des officiers français sous le commandement du  général Maxime Weygand, chef de cabinet du maréchal Ferdinand Foch (ancien commandant suprême,  à compter de mars 1918,  de la Triple-Entente) et des diplomates britanniques, sous la direction de Lord Edgar Vincent d'Abernon. 
La bataille cruciale de Varsovie a été gagnée dans les premiers jours du mois d'août, avant que la mission ne puisse avoir quelques influences. Le seul résultat tangible a été l'installation du général Weygand en tant que conseiller supérieur français au sein de l'état-major général polonais, où son rôle était négligeable. 
Néanmoins, peu après la bataille et pour diverses raisons politiques, un mythe se crée stipulant que Weygand a été l'auteur de la victoire polonaise à Varsovie.[réf. nécessaire]